# Aftershock (Motörhead)
| Recensione             | Giudizio |
| ---------------------- | -------- |
| AllMusic               | [ 2 ]    |
| Metacritic             | 74/100   |
| Encyclopaedia Metallum | 83/100   |
| Rolling Stone          | [ 5 ]    |

Aftershock è il ventunesimo album in studio del gruppo musicale britannico Motörhead, pubblicato il 21 ottobre 2013 dalla UDR GmbH/Motörhead Music, etichetta discografica indipendente creata dal gruppo e distribuita dalla Warner Music Group.
Originariamente previsto per la metà del 2013 e successivamente spostato per il mese di ottobre dello stesso anno, il disco è prodotto, per la quinta volta consecutiva, da Cameron Webb.

## Descrizione
Nell'agosto 2012, durante un'intervista con Artisan News Service, il batterista Mikkey Dee ha rivelato che i Motörhead hanno composto un numero di canzoni per un seguito del precedente album del 2010 The Wörld Is Yours, ma che essi sarebbero andati avanti a scrivere. Più tardi, il batterista ha spiegato che il nuovo album potrebbe essere registrato e pubblicato nel 2013. Nel tardo ottobre 2012, è stato annunciato che il gruppo sarebbe entrato in studio a partire da gennaio 2013. In aggiunta, il produttore Cameron Webb, il quale si era occupato in precedenza della produzione dei lavori più recenti del gruppo, è stato confermato anche per la produzione del nuovo album. Il 18 giugno è stato rivelato il titolo del disco.
Il 30 agosto, in concomitanza con il pre-ordine dell'album sull'iTunes Store, viene estratto come singolo la traccia d'apertura Heartbreaker, reso disponibile per il download digitale. L'8 ottobre è stato pubblicato in anteprima il brano Queen of the Damned, mentre il 15 ottobre l'intero album è stato reso disponibile per lo streaming.
Originariamente il disco si sarebbe dovuto intitolare After the War o After the Disaster dopo aver visionato la copertina. Solo in seguito si decise, per maggiore comodità, di chiamarlo Aftershock. La copertina è stata realizzata da Terje Aspmo è raffigura appunto uno Snaggletooth ancora vivo dopo una pseudoguerra o disastro. Si tratta del primo album dai tempi di Kiss of Death del 2006 raffigurante un nuovo disegno della nota mascotte del gruppo.
Nella sua prima settimana di pubblicazione, l'album ha venduto 11 000 copie negli Stati Uniti d'America e ha guadagnato ottime posizioni in classifica, raggiungendo in Italia la posizione 24, risultato mai ottenuto prima dal gruppo.

### Edizione speciale
Il 22 luglio 2014 Aftershock è stato ripubblicato in formato doppio CD. Denominata Tour Edition, la riedizione contiene il disco originale e un secondo disco che racchiude il meglio dei concerti tenuti dal gruppo nel West Coast statunitense di pochi mesi prima. Il disco è stato inoltre accompagnato da un videoclip per il brano Lost Woman Blues, registrato a San Francisco.

## Tracce
1. Heartbreaker – 3:05
2. Coup de Grace – 3:45
3. Lost Woman Blues – 4:09
4. End of Time – 3:17
5. Do You Believe – 2:59
6. Death Machine – 2:37
7. Dust and Glass – 2:51
8. Going to Mexico – 2:51
9. Silence When You Speak to Me – 4:30
10. Crying Shame – 4:28
11. Queen of the Damned – 2:40
12. Knife – 2:57
13. Keep Your Powder Dry – 3:54
14. Paralyzed – 2:50

## Formazione
- Lemmy Kilmister – voce, basso
- Phil Campbell – chitarra
- Mikkey Dee – batteria

## Classifiche
| Classifica (2013)          | Posizione massima |
| -------------------------- | ----------------- |
| Austria                    | 7                 |
| Belgio (Fiandre)           | 37                |
| Belgio (Vallonia)          | 26                |
| Canada                     | 22                |
| Croazia                    | 31                |
| Danimarca                  | 14                |
| Finlandia                  | 5                 |
| Francia                    | 14                |
| Germania                   | 5                 |
| Italia                     | 24                |
| Norvegia                   | 6                 |
| Paesi Bassi                | 64                |
| Polonia                    | 31                |
| Regno Unito                | 115               |
| Regno Unito (independent)  | 24                |
| Regno Unito (rock & metal) | 10                |
| Repubblica Ceca            | 37                |
| Spagna                     | 23                |
| Stati Uniti                | 22                |
| Stati Uniti (hard rock)    | 3                 |
| Stati Uniti (independent)  | 2                 |
| Stati Uniti (rock)         | 8                 |
| Svezia                     | 8                 |
| Svizzera                   | 6                 |

## Date di pubblicazione
| Paese             | Data            | Formati                   |
| ----------------- | --------------- | ------------------------- |
| Germania          | 18 ottobre 2013 | CD, LP, download digitale |
| Regno Unito       | 21 ottobre 2013 | CD, LP, download digitale |
| Resto dell'Europa | 21 ottobre 2013 | CD, LP, download digitale |
| Canada            | 22 ottobre 2013 | CD, LP, download digitale |
| Stati Uniti       | 22 ottobre 2013 | CD, LP, download digitale |